# Patricia Moreira
Patricia Moreira és una economista hispano-brasilera. Va ser la directora del secretariat internacional de Transparència Internacional, una organització que fa campanyes contra la corrupció, entre l'octubre de 2017 i el febrer de 2020.

## Joventut i estudis
Moreira és nascuda al Brasil, filla de pares espanyols. És llicenciada en Ciències Econòmiques per la Universitat de Califòrnia, Los Angeles, MBA per INSEAD, França, i va realitzar un doctorat en Emprenedoria Social a la Universitat ICADE de Madrid.

## Carrera
Moreira va treballar com a consultora de gestió de Juárez & Associates i Arthur D. Little durant deu anys, i després per la ONG espanyola Ayuda en Acción, arribant al càrrec de directora general. Va ser CEO d'Ayuda en Acción des del 2009.
L'octubre de 2017, va succeir a Cobus de Swardt com a responsable de Transparència Internacional. Durant el seu mandat, Moreira va fer créixer els ingressos de l'organització i va reduir el nombre de projectes infrafinançats.
Moreira va ser membre de la junta del Pacte Mundial de les Nacions Unides i representant del Consell a la Coalició Internacional per a la Terra. El 2018 va parlar a la 18a Conferència Internacional Anticorrupció (IACC) a Copenhaguen, Dinamarca, argumentant que "la corrupció afecta a la majoria dels pobres que pateixen les conseqüències dels règims corruptes". El 2019, va amonestar els bancs occidentals per facilitar la corrupció a Gàmbia.
El 2019 va argumentar que els drets dels ciutadans i les institucions democràtiques estaven amenaçats per la tendència de règims més autoritaris i populistes a tot el món, als quals s'hauria de resistir amb més controls i equilibris.
Un article de notícies publicat el 2019 pel diari The Guardian va informar que el personal de la Secretaria de Transparència Internacional es queixava de l'assetjament i la intimidació dins l'organització. Després de les denúncies, es van iniciar dues investigacions. La investigació realitzada per l'advocacia Taylor Wessing va documentar incidents individuals "en els quals els valors/principis de transparència i responsabilitat no es van garantir completament, i un cas que podria qualificar com a assetjament en el lloc de treball." No obstant això, la investigació va concloure que "aquests comportaments no van constituir una infracció sistemàtica del Codi de Conducta de TI-S o dels seus valors i principis guia, sinó que estaven relacionats amb la falta de comunicació oberta"
Moreira va qüestionar les conclusions de la investigació i va afirmar que no li havien donat l'oportunitat de respondre a les acusacions. Després d'una queixa legal presentada per Moreira, Transparència Internacional es va veure obligada a retirar la publicació dels informes d'investigació del seu lloc web. També va presentar una queixa contra el Consell de Transparència Internacional i va afirmar que hi havia política tòxica a l'organització. Al febrer de 2020, va ser acomiadada de Transparència Internacional sense cap explicació
Es va afirmar que el mandat i els esforços de Moreira per reestructurar el Secretariat de Transparència Internacional, i les seves pròpies acusacions d'assetjament contra els membres de la Junta, van alterar els interessos arrelats de l'organització i, finalment, van conduir al seu acomiadament.
L'especialista en investigacions Harriet Witchell ha afirmat que la gestió del procés de queixes per part de la junta de Transparència Internacional estava assetjada per conflictes d'interessos i no va abordar les denúncies de mala conducta presentades contra la junta.